# Walcott (Dakota du Nord)
Pour les articles homonymes, voir Walcott.
Walcott est une ville américaine située dans le comté de Richland, dans l’État du Dakota du Nord. Lors du recensement de 2010, sa population s'élevait à 235 habitants.

## Histoire
Walcott a été fondée en 1880.

## Démographie
| 1970 | 1980 | 1990 | 2000 | 2010 | - |
| ---- | ---- | ---- | ---- | ---- | - |
| 166  | 186  | 178  | 189  | 235  | - |

## Source
- (en) Cet article est partiellement ou en totalité issu de l’article de Wikipédia en anglais intitulé « Walcott, North Dakota » (voir la liste des auteurs).